# Ricardo Hausmann

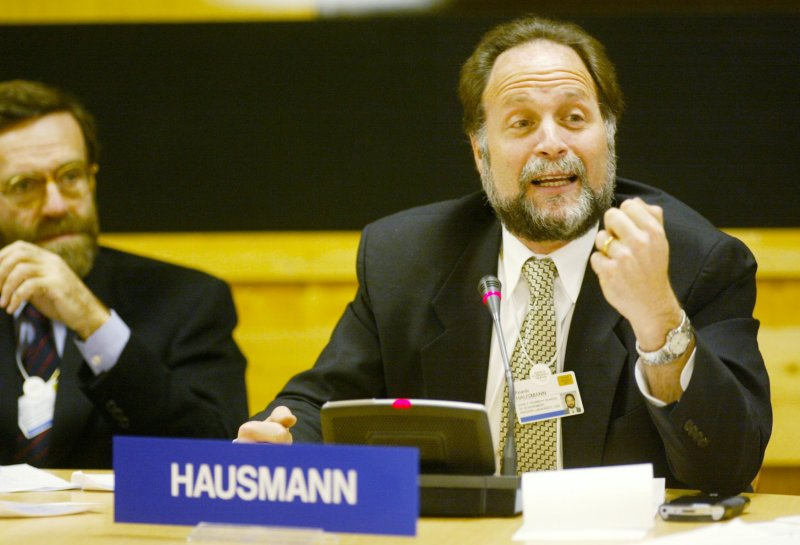
Hausmann auf dem World Economic Forum (2009)

Ricardo Hausmann (* 1956) ist ein venezolanischer Ökonom. Er ist Professor für Entwicklungsökonomie an der Harvard University.

## Leben
Hausmann studierte an der Cornell University zunächst Ingenieurwissenschaften (B.Sc., 1977). 1977–1981 studierte er dort Ökonomie (M.A., 1980, Ph.D., 1981). 1981–1984 war er Juniorprofessor an der Universidad Central de Venezuela. 1984–1985 arbeitete für das Ministerium für Planung und Koordination von Venezuela. 1985–1992 lehrte Hausmann am Instituto de Estudios Superiores de Administración in Caracas. 1987–1988 war er Berater in der Reformkommission COPRE und 1989–1991 Berater des Präsidenten der venezolanischen Zentralbank. 1988–1991 war er Gastwissenschaftler des St Antony’s College. 1992–1993 war er venezolanischer Staatsminister für Planung und Koordination, zudem war er im Entwicklungskomitee von Weltbank und IMF. Von 1994 bis 2000 war Hausmann Chefökonom der Interamerikanischen Entwicklungsbank. Seit 2000 ist er Professor in Harvard, seit 2005 auch Leiter des Center for International Development. Seit 2011 ist er Externer Professor und seit 2022 stellvertretender Vorsitzender des wissenschaftlichen Beirats des Santa Fe Institute.

## Arbeit
Hausmanns Forschungsinteressen sind Wirtschaftswachstum, makroökonomische Stabilität, internationale Finanzwissenschaft sowie die sozialen Dimensionen von Entwicklung.
Er hat einen Plan entworfen für den Wiederaufbau eines postsozialistischen Venezuelas. Wegen der jahrelangen Misswirtschaft sieht er Bedarf für einen Zuschuss in Höhe von mind. 60 Mrd. Dollar.